# Proacrias coffeae
Proacrias coffeae är en stekelart som beskrevs av Ihering 1914. Proacrias coffeae ingår i släktet Proacrias och familjen finglanssteklar. Inga underarter finns listade i Catalogue of Life.